# Afroze-Numa
Afroze-Numa ( en urdu: افروز نما‎) es una pastora paquistaní y miembro de la BBC 100 Women de 2023. Es una de las últimas pastoras Wakhi que han cuidado cabras, yaks y ovejas durante siglos. Está comprometida con su tarea desde hace casi tres décadas.

## Trayectoria
En el valle pakistaní de Shimshal, Numa forma parte de una costumbre centenaria que está desapareciendo. Su madre y sus abuelas le enseñaron el oficio. Todos los años, ella y las demás pastoras acompañan a sus rebaños a pastos situados a 4.800 metros sobre el nivel del mar, donde alimentan a sus animales y producen productos lácteos para el comercio. Sus ingresos han traído prosperidad a la aldea y les han permitido dar educación a sus hijos. Sus ganancias le permitieron ser la primera persona de su valle en poseer un par de zapatos.

## Reconocimientos
En noviembre de 2023, la BBC reconoció el trabajo comunitario de Afroze-Numa como "una de las últimas pastoras Wakhi", continuadora la antigua costumbre hasta el día de hoy, incluyendola en la lista de las 100 mujeres de la BBC.